# اندیس مرمریت (شرکت سنبله افرا)
مرمریت (شرکت سنبله افرا) یک اندیس مصالح ساختمانی است که در حوالی شهر آباده طشک استان فارس قرار دارد و مادهٔ معدنی موجود در آن، مرمریت است. سنگ میزبان این اندیس فوق بازیک است و دیرینگی آن به دوران کرتاسه می‌رسد.